# Kuėnga
La Kuėnga (in russo Куэнга?) è un fiume della Russia siberiana orientale, affluente di sinistra della Šilka (bacino idrografico dell'Amur). Scorre nei rajon Černyševskij e Sretenskij del Territorio della Transbajkalia.
Il fiume nasce dal versante sud-orientale dei monti Nerčinsko-Kuėnginskij e scorre in direzione sud-orientale sino alla città di Černyševsk, poi verso sud attraversando il villaggio di Ukurej e sfociando nella Šilka a 402 km dalla foce, poco dopo Dunaevo. La Kuėnga ha una lunghezza di 170 km, il bacino è di 7 000 km². I maggiori affluenti sono: Areda (108 km), Aleur (96 km), Olov (86 km), Agita (88 km). La copertura di ghiaccio va solitamente da fine ottobre a fine aprile.